# Regulamentação de armas de fogo na Suíça

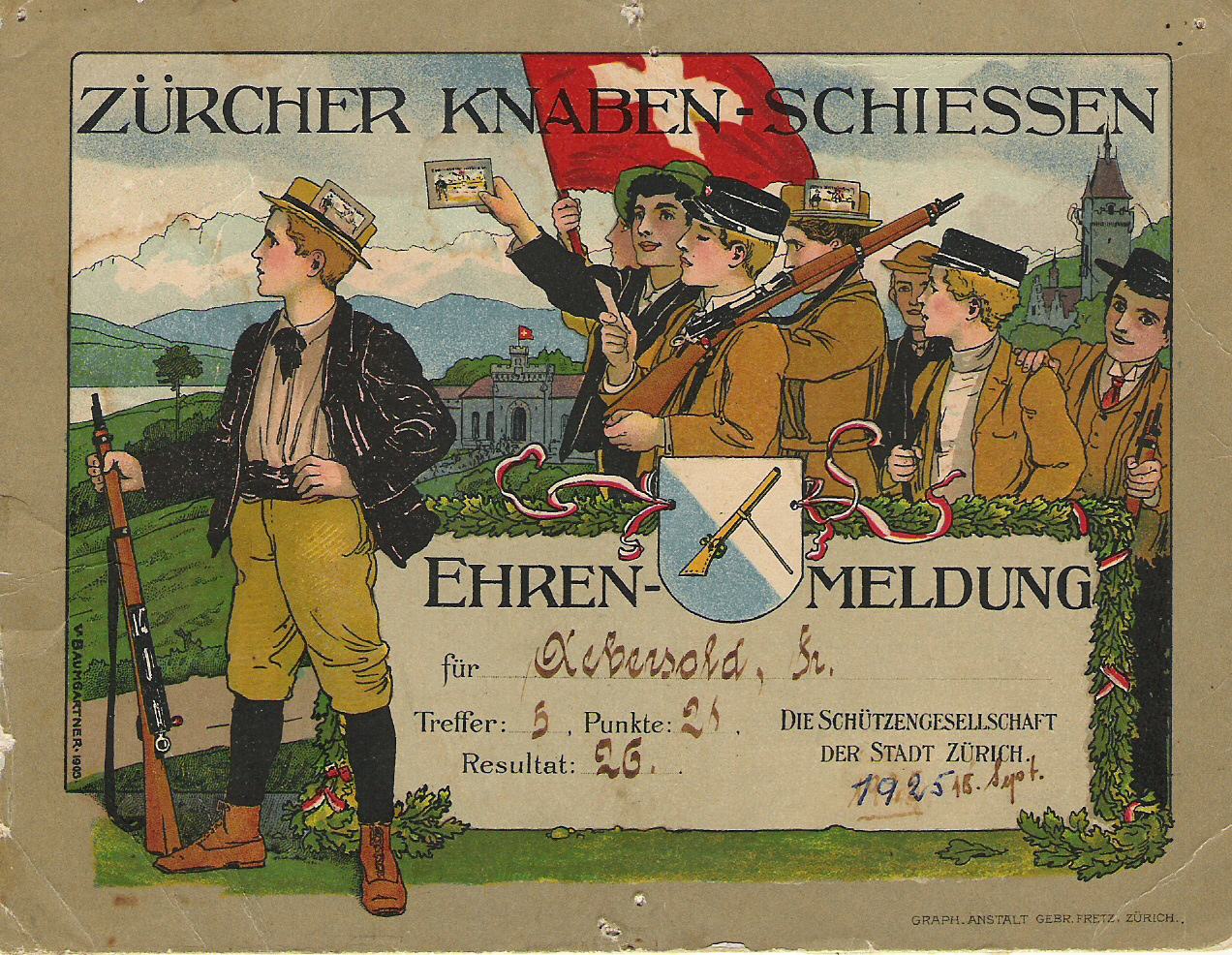
Certificado de participação no en de 1925. O tiro ao alvo é um dos esportes mais populares na Suíça.

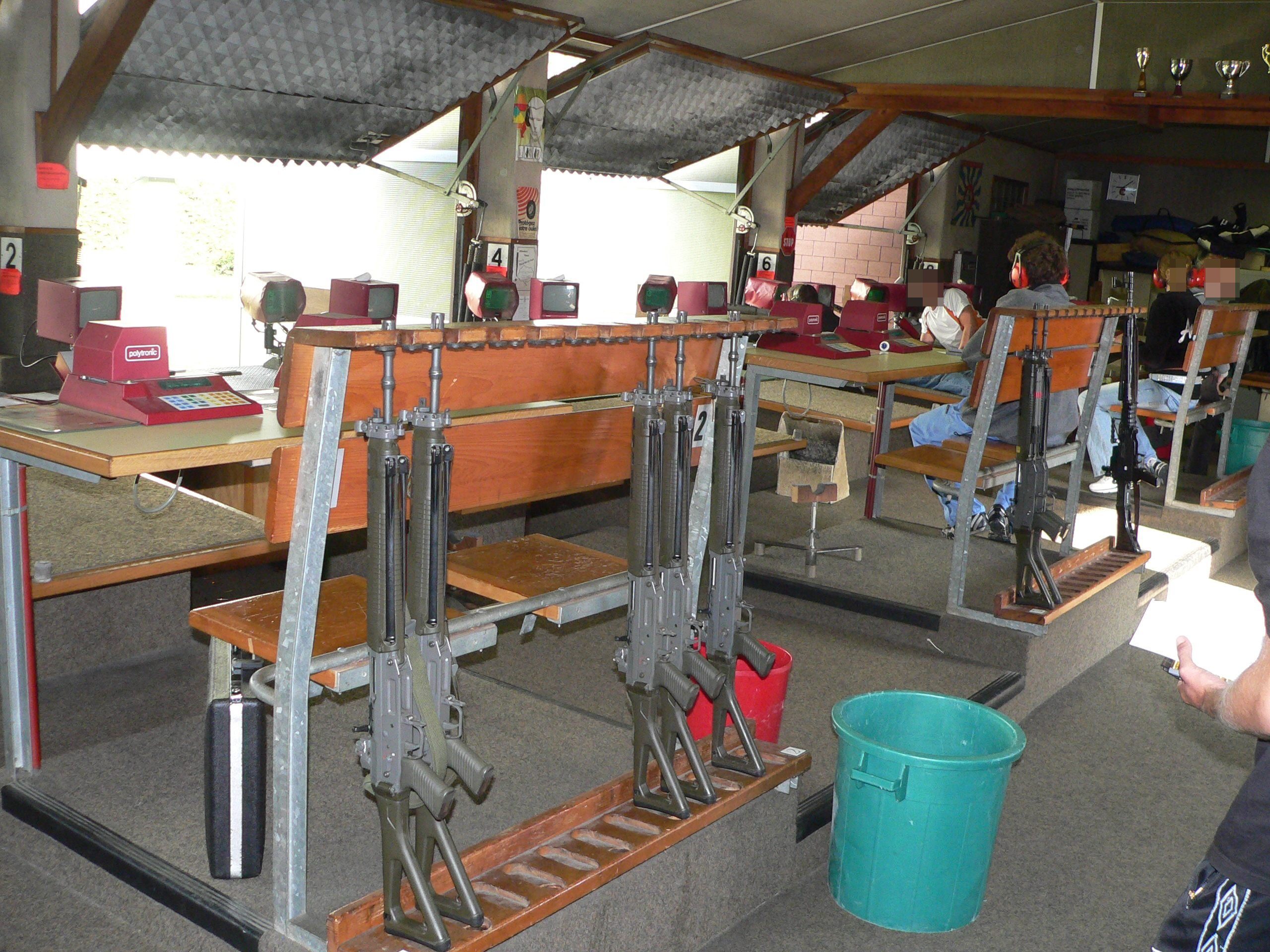
Campo de tiro federal de Versoix, Suíça; as pessoas vão a esses campos para concluir o treinamento obrigatório (Obligatorisches Schiessen) com armas de serviço ou para atirar por esporte e competição.

A regulamentação de armas de fogo na Suíça permite a aquisição de armas semiautomáticas e, com uma autorização específica, armas automáticas, por cidadãos suíços e estrangeiros com ou sem residência permanente. As leis relativas à aquisição de armas de fogo na Suíça estão entre as mais liberais do mundo. As leis suíças sobre armas são principalmente sobre a aquisição de armas, e não sobre a propriedade. Como tal, uma licença não é necessária para possuir uma arma por si só, mas uma guia de autorização é necessária para comprar a maioria dos tipos de armas de fogo. Os rifles de ferrolho não exigem uma autorização de aquisição e podem ser adquiridos com apenas uma verificação de antecedentes. Não é necessário um motivo para a emissão de uma autorização de aquisição para armas semiautomáticas, a menos que o motivo seja diferente de tiro esportivo, caça ou colecionismo. As autorizações para porte velado em público são emitidas com moderação. A aquisição de armas totalmente automáticas, supressores e miras laser requerem autorizações especiais emitidas pelo escritório cantonal de armas de fogo.O uso policial de munição de ponta oca é limitado a situações especiais.
As legislações federais aplicáveis são a SR 514.54, Lei Federal sobre Armas, Equipamentos de Armas e Munições (alemão: Waffengesetz, WG, francês: Loi sur les armes, LArm, italiano: Legge sulle armi, LArm) de 20 de junho de 1997 (edição atual de 15 de agosto de 2019), e SR 514.541 Portaria sobre Armas, Acessórios de Armamento e Munições (alemão: Waffenverordnung, WV, francês: Ordonnance sur les armes, OArm, italiano: Ordinanza sulle armi, OArm) de 2 de julho de 2008 (edição atual de 15 de agosto de 2019). A Lei de Armas reconhece um "direito qualificado de adquirir, possuir e portar armas".
A cultura de armas suíça surgiu de uma longa tradição de tiro (tirs), que serviu como um elemento formativo da identidade nacional na Restauração pós-Napoleônica da Confederação [en], e da prática de longa data de uma organização de milícia do Exército Suíço na qual os fuzis de serviço dos soldados são armazenados privadamente em suas casas. O que começou como uma cultura de armas centrada na defesa do país por meio do dever militar, se expandiu para o tiro ao alvo e o colecionismo. Além disso, muitos cantões (notavelmente os cantões alpinos de Grisões e Valais), têm fortes tradições de caça (ver Cultura de armas na Suíça), respondendo por um grande, mas desconhecido, número de rifles de caça de propriedade privada, já que apenas armas adquiridas desde 2008 são registradas. No entanto, em um referendo de 2019, os eleitores optaram por se conformar com os regulamentos da União Europeia que restringem a aquisição de armas de fogo semiautomáticas com carregadores de alta capacidade. Uma licença para armas de fogo semiautomáticas equipadas com carregadores de alta capacidade é emitida para qualquer pessoa que cumpra o art. 8 da Lei de Armas sob a promessa de que eles mostrarão após cinco e dez anos que são membros de um clube de tiro, ou que usaram uma arma de fogo pelo menos uma vez por ano dentro desse período de cinco e dez anos ou para colecionadores de armas. A lei referente à aquisição de um carregador de alta capacidade por si só não mudou.

## Número de armas em circulação
A Suíça tem, portanto, uma taxa de posse de armas [en] relativamente alta. Não há estatísticas oficiais, e as estimativas variam consideravelmente.
O relatório de 2017 do  Small Arms Survey estimou que o número de armas de fogo em poder de civis na Suíça é de 2.332.000, o que, dada uma população de 8,4 milhões, corresponde a uma posse de armas de cerca de 27,6 armas por 100 residentes. Outras estimativas colocam o número de armas de fogo em poder privado em um total maior de 4.500.000, dando à nação uma estimativa de 54,5 armas por 100 pessoas em 2017.
O International Crime Victims Survey conduzido em 2004-05 relatou que aproximadamente 28,6% de todas as famílias na Suíça possuíam armas de fogo e 10,3% possuíam revólveres, dando à Suíça a segunda maior porcentagem de posse de armas de fogo na Europa. Um estudo recente da Universidade de Ciências Aplicadas de Zurique divulgado em 2023 revelou que as armas mais comumente possuídas são as pistolas (de calibre maior que o .22LR) (85%) com fuzis semiautomáticos em segundo lugar (76%).
Quando a Suíça aderiu ao Schengen Information System em 2008, foi forçada a introduzir um registro para armas de fogo, embora apenas aquelas que mudaram de mãos desde então sejam registradas, mas nenhum registro central foi criado. No entanto, várias propostas foram apresentadas ao longo dos anos e, mais recentemente, uma proposta de Marionna Schlatter do Partido Verde para introduzir um registro central foi rejeitada pelo Parlamento em 5 de março de 2024. Consequentemente, cada cantão ainda é responsável por seu registro.
O número de armas de fogo registradas nesses bancos de dados foi relatado como 876.000 em agosto de 2017, o que, dada uma população de 8,4 milhões, corresponde a cerca de 10,3 armas registradas por 100 residentes.

## Regulamentação
A Lei de Armas da Suíça (WG, LArm) e a Portaria de Armas (WV, OArm) foram revisadas para aderir ao Tratado de Schengen em vigor em 12 de dezembro de 2008, e modificadas em 2019 após um referendo da população suíça para implementar a Diretiva Europeia de Armas de Fogo que foi adicionada no Tratado de Schengen. A Lei sobre Equipamento Militar Pessoal (VPAA, OEPM) rege o manuseio de equipamento militar e, em particular, o manuseio de armas pessoais por militares.
A lei e a portaria são aplicadas às seguintes armas:
- Armas de fogo, como pistolas, revólveres, rifles, espingardas de bombeamento (alemão: Vorderschaftrepetierer), rifles de ação de alavanca, armas "autocarregáveis" ??(espingardas e rifles).
- Armas de ar e CO2 com energia de saída de pelo menos 7,5 joules, ou se houver risco de confusão com uma arma de fogo.
- Imitação, armas de fogo de festim (alemão: Schreckschuss) e armas de airsoft quando há risco de confusão com uma arma de fogo.
- Facas borboleta, facas de arremesso, canivetes ou facas automáticas com comprimento total maior que 12 cm e comprimento da lâmina maior que 5 cm.
- Punhais com lâmina simétrica menor que 30 cm.
- Dispositivos que se destinam a ferir pessoas, como cassetetes (alemão: Schlagrute), estrela de arremesso, soqueiras, fundas com apoio de braço.
- Dispositivos de choque elétrico e produtos de spray com irritantes no Anexo 2 da portaria de armas (WV/OArm), exceto spray de pimenta.

Armas geralmente proibidas são:
- Armas de fogo automáticas e dispositivos militares de lançamento de munição, projéteis ou mísseis que tenham efeito explosivo e seus componentes essenciais ou especialmente projetados.
- Armas de fogo automáticas modificadas para armas de fogo semiautomáticas e seus componentes essenciais; o acima exposto não se aplica às armas de fogo do exército suíço cuja propriedade é adquirida pelo detentor diretamente das autoridades militares e aos componentes essenciais para manter a funcionalidade de tais armas
- As seguintes armas de fogo central semiautomáticas:
  - Pistolas equipadas com um dispositivo de carregamento de alta capacidade
  - Pequenas armas de fogo equipadas com um dispositivo de carregamento de alta capacidade
- Pequenas armas de fogo semiautomáticas que podem ser encurtadas por meio de um eixo dobrável ou telescópico ou sem meios auxiliares para um comprimento inferior a 60 cm, sem perder qualquer funcionalidade
- Armas de fogo que se assemelham a um artigo de uso diário e seus componentes essenciais;
- Lançadores de granadas de acordo com o Artigo 4, parágrafo 2, letra c
- Dispositivos a laser, dispositivos de visão noturna, silenciadores e lançadores de granadas como um complemento a uma arma de fogo.
- Facas automáticas com lâmina de mais de 5 cm e comprimento total de mais de 12 cm.
- Facas borboleta com lâmina de mais de 5 cm e comprimento total de mais de 12 cm.
- Facas de arremesso; independentemente do formato e tamanho.
- Punhais simétricos onde o comprimento da lâmina é menor que 30 cm.
- Soqueiras.
- Hastes de choque ou armas de choque.
- Estrelas de arremesso.
- Estilingues equipados com coronha (alemão: Schleudern mit Armstütze).
- Tasers.
- Armas de fogo ocultas que imitam um objeto de utilidade, como telefones celulares.

### Aquisição

#### Compra de armas
Para comprar a maioria das armas, o comprador deve obter uma autorização de aquisição de armas (art. 8 WG/LArm). Cidadãos suíços e estrangeiros com uma autorização C com mais de 18 anos que não estejam sob curador nem identificados como sendo um perigo para si mesmos ou para outros, e que não tenham antecedentes criminais com condenação por crime violento ou de várias condenações, mesmo que não tenham gerado penalidades, podem solicitar tal autorização. Cidadãos estrangeiros que não tenham uma autorização de residência, mas que sejam residentes na Suíça, devem apresentar à autoridade cantonal competente uma declaração oficial de seu país de origem confirmando que estão autorizados a adquirir a arma ou componente essencial da arma naquele país para poder comprar (art. 9a WG/LArm). Estrangeiros com cidadania dos seguintes países são explicitamente excluídos do direito de comprar, vender e possuir armas e suas peças, a menos que solicitem uma autorização excepcional ao estado: Sérvia, Bósnia e Herzegovina, Kosovo, Macedônia do Norte, Turquia, Sri Lanka, Argélia e Albânia. As seguintes informações devem ser fornecidas ao departamento cantonal de armas junto com o formulário de solicitação de armas (art. 15 WV/OArm):
- identificação oficial válida ou cópia do passaporte.
- atestado oficial conforme definido no art. 9a WG/LArm (para estrangeiros que não tenham uma autorização de estabelecimento, mas que sejam residentes na Suíça ou pessoas residentes no exterior).

Para cada transferência de uma arma ou um componente essencial de arma sem uma autorização de aquisição de armas (art. 10 WG/LArm), um contrato por escrito deve ser concluído. Cada Parte deve mantê-los por pelo menos dez anos. O contrato deve incluir as seguintes informações (art. 11 WG/LArm):
- Sobrenome, primeiro nome, data de nascimento, endereço de residência e assinatura da pessoa que vende a arma ou componente essencial de arma.
- Sobrenome, primeiro nome, data de nascimento, endereço residencial e assinatura da pessoa que compra a arma ou um componente essencial da arma.
- Tipo de arma, fabricante ou produtor, etiqueta, calibre, número da arma e data e local da transferência.
- Tipo e número da identificação oficial da pessoa que adquire a arma ou o componente essencial da arma.
- e uma indicação do processamento de dados pessoais em conexão com o contrato de acordo com a política de privacidade da Federação ou dos cantões, se armas de fogo forem transmitidas.

Essas informações devem ser enviadas dentro de 30 dias para o departamento cantonal de registro de armas, onde os detentores das armas são registrados, embora armas de CO2 e airsoft não sejam afetadas por isso (art. 11 WGLArm)

##### Categorias

###### Armas de fogo antigas
As seguintes armas são regidas exclusivamente pelos Artigos 27 (porte) e 28 (transporte) (art. 2 WG/LArm):
- Armas antigas são definidas como armas de fogo que foram fabricadas antes de 1870

###### Nenhuma autorização de aquisição necessária
As seguintes armas podem ser adquiridas sem licenças de aquisição (art. 10 WG/LArm):
- rifles de caça de tiro único e de canos múltiplos, e réplicas de carregadores de cano único;
- rifles de repetição manual designados pelo Conselho Federal e normalmente usados para tiro ao alvo e fora de serviço por clubes de tiro reconhecidos pela Lei das Forças Armadas de 3 de fevereiro de 1995 e para fins de caça na Suíça;
- armas para caça de coelhos de tiro único;
- armas de ar comprimido e CO2 que desenvolvem uma energia de saída de pelo menos 7,5 joules ou que podem ser confundidas com armas de fogo reais devido à sua aparência;
- armas de imitação, cartucho de festim e airsoft que podem ser confundidas com armas de fogo reais devido à sua aparência

###### Permissão de aquisição obrigatória
As seguintes armas podem ser adquiridas com uma autorização de aquisição obrigatória (art. 8 WG/LArm):
- as seguintes armas de fogo central semiautomáticas:
  - Pistolas equipadas com carregadores de baixa capacidade (20 ou menos)
  - Armas de fogo pequenas equipadas com carregadores de baixa capacidade (10 ou menos)
- Revólveres
- Rifles de ação de alavanca
- Rifles de ação de bomba
- Espingarda de carregamento automático com capacidade de 10 ou menos

###### Pode necessitar de permissão de aquisição excepcional
As seguintes armas podem necessitar de permissão de aquisição excepcional que pode ser emitida para requisitos profissionais, em particular com relação à execução de tarefas de proteção, como proteção de pessoas, infraestrutura crítica ou transporte de objetos de valor; tiro ao alvo recreativo; colecionismo; requisitos de defesa nacional; fins educacionais, culturais, de pesquisa ou históricos (art. 28c WG/LArm):
- Armas de fogo automáticas e dispositivos militares de lançamento de munição, projéteis ou mísseis que tenham efeito explosivo, e seus componentes essenciais ou especialmente projetados.
- Armas de fogo automáticas modificadas para armas de fogo semiautomáticas, e seus componentes essenciais; o acima exposto não se aplica às armas de fogo do exército suíço cuja propriedade é adquirida pelo detentor diretamente das autoridades militares, e aos componentes essenciais para manter a funcionalidade de tais armas
- as seguintes armas de fogo central semiautomáticas:
  - Pistolas equipadas com carregadores de alta capacidade (21 ou mais)
  - Armas de fogo pequenas equipadas com carregadores de alta capacidade (11 ou mais)
- Armas de fogo pequenas semiautomáticas que podem ser encurtadas por meio de um eixo dobrável ou telescópico ou sem meios auxiliares para um comprimento inferior a 60 cm, sem perder qualquer funcionalidade
- Armas de fogo que se assemelham a um artigo de uso diário e seus componentes essenciais;
- Lançadores de granadas de acordo com o Artigo 4, parágrafo 2, letra c

###### Permissão de aquisição excepcional obrigatória para atiradores esportivos
As seguintes armas da categoria geralmente proibida podem ser compradas com uma licença excepcional para atirador esportivo; prova de uso regular ou filiação a um clube precisa ser fornecida após 5 e 10 anos. Esta verificação deve ser feita apenas para a primeira arma comprada com esse tipo de licença (art. 28d WG/LArm e art. 13c WV/OArm):
- Armas de fogo automáticas modificadas para armas de fogo semiautomáticas e seus componentes essenciais; o precedente não se aplica às armas de fogo do exército suíço cuja propriedade é adquirida pelo titular diretamente das autoridades militares e aos componentes essenciais para manter a funcionalidade de tais armas
- as seguintes armas de fogo centrais semiautomáticas:
  - Pistolas equipadas com carregadores de alta capacidade (21 ou mais)
  - Armas de fogo pequenas equipadas com carregadores de alta capacidade (11 ou mais)

###### Pode necessitar de permissão de aquisição excepcional para colecionadores
As seguintes armas da categoria geralmente proibida podem necessitar de permissão de aquisição excepcional para colecionadores com prova de que são mantidas em um local seguro e protegidas do acesso de terceiros não autorizados (art. 28e WG/LArm):
- Armas de fogo automáticas e dispositivos militares de lançamento de munição, projéteis ou mísseis que tenham efeito explosivo, e seus componentes essenciais ou especialmente projetados.
- Armas de fogo automáticas modificadas para armas de fogo semiautomáticas, e seus componentes essenciais; o acima exposto não se aplica às armas de fogo do exército suíço cuja propriedade é adquirida pelo detentor diretamente das autoridades militares, e aos componentes essenciais para manter a funcionalidade de tais armas
- as seguintes armas de fogo central semiautomáticas:
  - Pistolas equipadas com carregadores de alta capacidade (21 ou mais)
  - Armas de fogo pequenas equipadas com carregadores de alta capacidade (11 ou mais)
- Armas de fogo pequenas semiautomáticas que podem ser encurtadas por meio de um eixo dobrável ou telescópico ou sem meios auxiliares para um comprimento inferior a 60 cm, sem perder qualquer funcionalidade

###### Pode necessitar de permissão de aquisição excepcional para armas que não sejam armas de fogo e seus acessórios
As seguintes armas podem necessitar de permissão de aquisição excepcional regular para requisitos profissionais, uso para fins industriais, compensação por deficiências físicas ou coleção (art. 28b WG/LArm):
- Facas e punhais de acordo com o Artigo 4 parágrafo 1 letra c;
- Dispositivos de arremesso e impacto de acordo com o Artigo 4 parágrafo 1 letra d, com exceção de cassetetes;
- Dispositivos de choque elétrico de acordo com o Artigo 4 parágrafo 1 letra e;
- Acessórios de armas de acordo com o Artigo 4 parágrafo 2.

#### Compra de munição
Para comprar munição, o comprador deve cumprir as mesmas regras legais que se aplicam à compra de armas (art. 15 WG/LArm). Estrangeiros com cidadania dos seguintes países são explicitamente excluídos do direito de comprar e possuir munição: Sérvia, Bósnia e Herzegovina, Kosovo, Macedônia do Norte, Turquia, Sri Lanka, Argélia e Albânia.
O comprador deve fornecer as seguintes informações ao vendedor (art. 15, 16 WG/LArm; art. 24 WV/OArm):
- um passaporte ou outra identificação oficial válida (o titular deve ter mais de 18 anos) (art. 10a WG/LArm).
- uma cópia de seu registro criminal não superior a 3 meses, uma permissão de aquisição de armas não superior a 2 anos ou um Passe Europeu de Armas de Fogo válido, se solicitado pelo vendedor (art. 24 § 3 WV/OArm).

No entanto, a munição pode ser adquirida livremente durante eventos de tiro e prática de tiro. Qualquer pessoa que ainda não tenha completado 18 anos pode adquirir livremente munição se for usada para atirar imediatamente e sob supervisão (art. 16 § 1 e 2 WG/LArm)

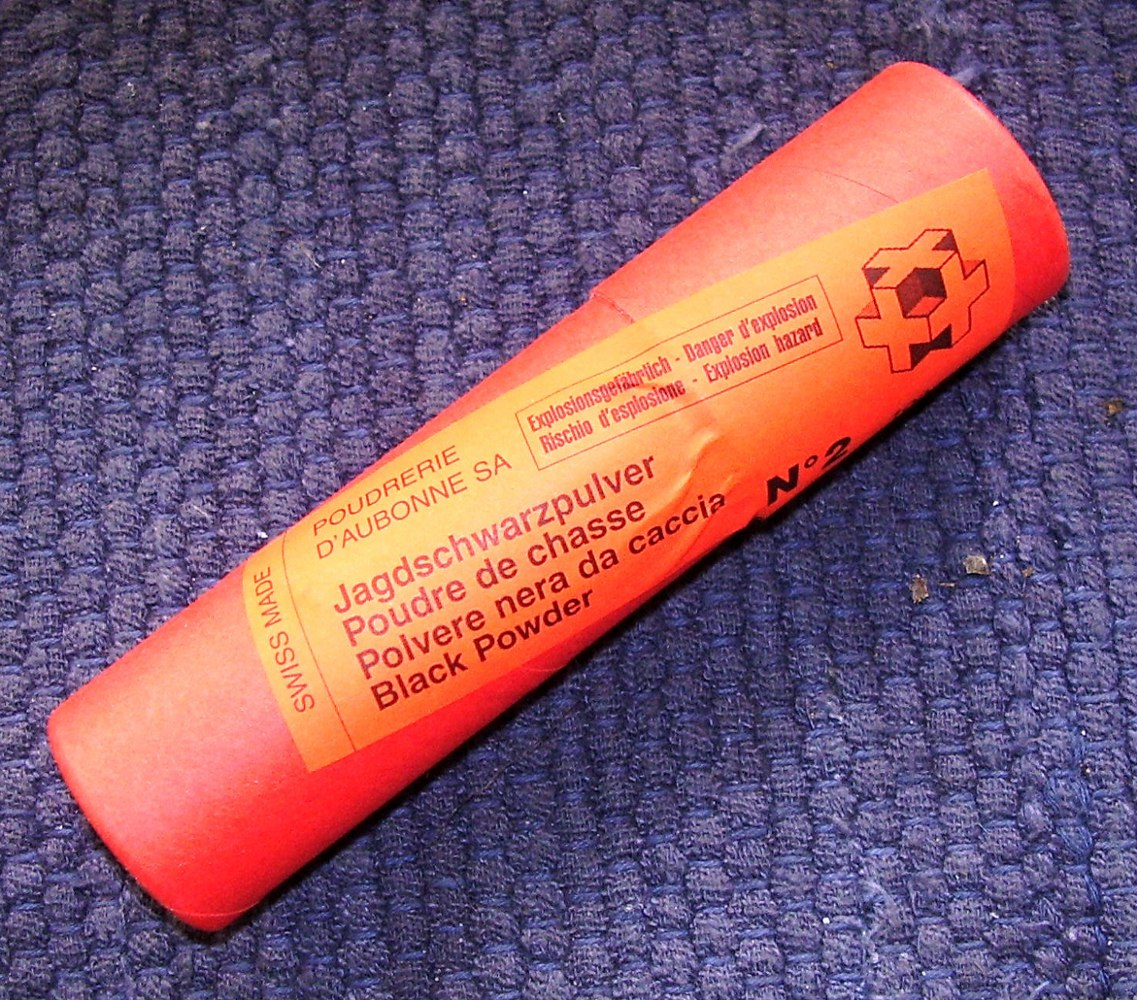
Uma embalagem suíça de 100 gramas de pólvora negra.

A aquisição e posse das seguintes munições são geralmente proibidas, mas podem ser adquiridas para fins industriais, caça ou colecionismo (art. 26 WV):
- Balas perfurantes.
- Munição com projétil contendo um dispositivo explosivo ou incendiário.
- Munição com um ou mais projéteis liberando substâncias que prejudiquem a saúde das pessoas a longo prazo, particularmente aquelas mencionadas no anexo 2 do WV/OArm.
- Munição, mísseis e lançadores de mísseis para explosivos militares.
- Munição com projéteis para transmissão de choques elétricos.
- Munição para armas de fogo que pode causar deformações.

A recarga de munição é permitida (art. 19 § 4 WG/LArm)
Embora a Lei de Armas Suíça e sua Portaria não limitem a quantidade de munição que alguém pode possuir e armazenar, as portarias cantonais sobre regulamentos de proteção preventiva contra incêndio podem limitar o armazenamento sem a documentação apropriada. Zurique, por exemplo, limita o armazenamento a 300 kg de munição sem autorização da autoridade cantonal de incêndio (VVB art. F § 17 let. e)

### Armazenamento
O armazenamento de armas, componentes essenciais de armas, munições e componentes de munições é regulado da seguinte forma (art. 26 WG/LArm):
- Armas, componentes essenciais de armas, munições e componentes de munições devem ser mantidos em um local seguro e protegidos do acesso de terceiros não autorizados.
- A perda de uma arma deve ser relatada à polícia imediatamente.

Outros requisitos são necessários em relação a armas de fogo automáticas ou armas de fogo que foram convertidas em semiautomáticas (art. 47 WV/OArm):
- O grupo de transporte de ferrolho de uma arma de fogo automática ou arma de fogo automática convertida em arma de fogo semiautomática devem ser mantidos separados do restante das armas de fogo e trancados.

### Porte de armas
Para portar uma arma de fogo em público ou ao ar livre (e para um membro da milícia portar uma arma de fogo diferente de suas armas fornecidas pelo Estado quando estiver fora de serviço), uma pessoa deve ter uma licença de porte de arma (alemão: Waffentragbewilligung, francês: permis de port d'armes, italiano: permesso di porto di armi; art. 27 WG/LArm), que na maioria dos casos é emitida apenas para cidadãos civis que trabalham em ocupações como segurança. No entanto, é bastante comum ver uma pessoa em serviço militar ou um atirador esportivo a caminho com seu rifle, embora descarregado. A emissão de tais licenças excepcionais é extremamente seletiva (consulte Condições para obtenção de uma Permissão de Porte).
Por outro lado, é permitido portar armas de fogo em público ou ao ar livre se o portador (art. 27 § 4 WG/LArm):
- Tem uma licença de caça válida e está portando a arma de fogo para caça.
- Está participando de uma demonstração e está portando a arma de fogo em referência a um evento histórico.
- Está participando de uma competição de tiro com armas de airsoft, desde que a competição tenha um perímetro seguro.
- É um agente de segurança de aeroporto de um país autorizado, um agente de patrulha de fronteira ou um guarda-caça, que está portando a arma de fogo no curso de seu emprego.

Além disso, qualquer portador licenciado de uma arma pode transportar uma arma de fogo descarregada para situações especiais (consulte Transporte de armas).

#### Condições para obtenção de uma Permissão de Porte
Existem três condições (art. 27 § 2 WG/LArm):
- cumprir as condições para uma licença de compra (veja a seção acima).
- declarar plausivelmente a necessidade de portar armas de fogo para proteger a si mesmo, outras pessoas ou propriedade real de um perigo especificado.
- passar em um exame que comprove habilidades de manuseio de armas e conhecimento sobre o uso legal da arma.

A licença de porte permanece válida por um período de cinco anos (a menos que seja suspensa ou revogada de outra forma) e se aplica apenas ao tipo de arma de fogo para a qual a licença foi emitida. Restrições adicionais podem ser invocadas para modificar qualquer licença específica (art. 27 § 3 WG/LArm).
No entanto, uma pessoa que deseja renovar sua licença de porte de armas não precisa refazer o teste prático se o teste foi aprovado há menos de três anos. Eles não precisam refazer o teste teórico nas mesmas condições, desde que as disposições legais não tenham sido alteradas significativamente e que não haja dúvidas de que eles tenham conhecimento suficiente das condições legais para o uso de uma arma (art. 48 § 4 WV/OArm).

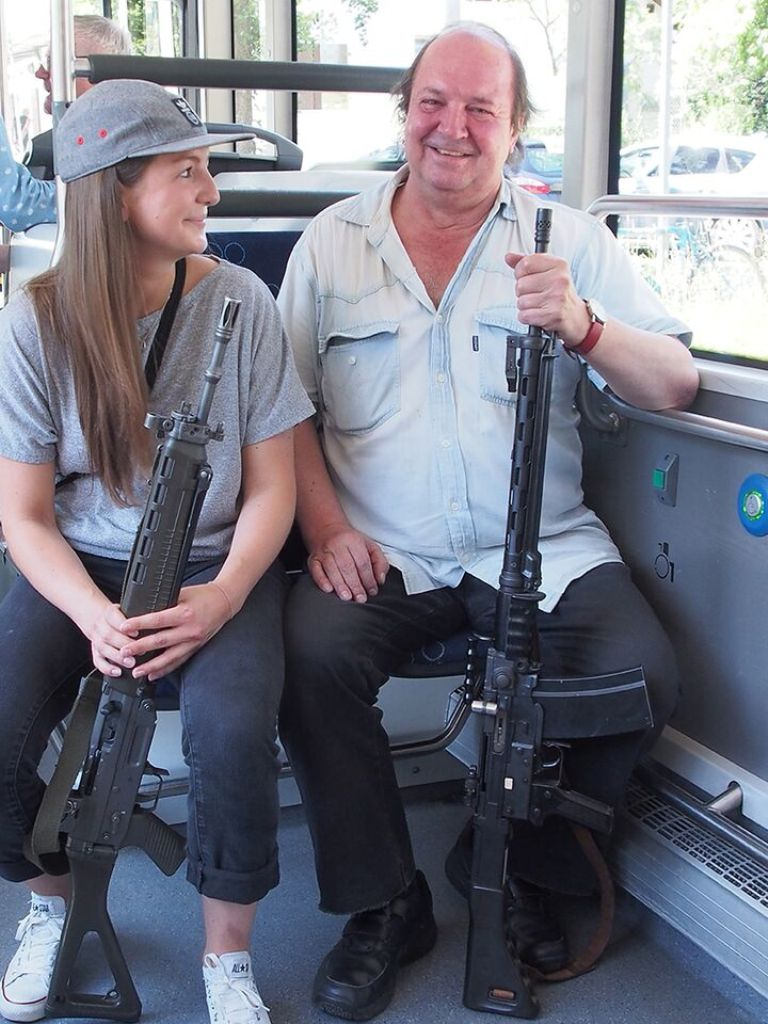
Dois atiradores esportivos transportando uma SIG550 e uma SIG510 em um ônibus.

### Transporte de armas
Armas podem ser transportadas em público, desde que haja uma justificativa apropriada. Isso significa que para transportar uma arma em público, os seguintes requisitos se aplicam (art. 28 WG/LArm):
- A arma deve ser descarregada e transportada separadamente de qualquer munição, sem que nenhuma munição seja transportada em um carregador.
- O transporte deve ser por uma rota razoável e requer um propósito válido, principalmente:
  - Para ou de cursos ou exercícios de pontaria, caça ou para fins militares.
  - Para ou de um depósito do exército.
  - Para mostrar a arma a um possível comprador.
  - Para ou de um portador de uma licença de comércio de armas válida.
  - Para ou de um evento específico, por exemplo, feiras de armas.
  - Durante uma mudança de residência.

## Coleção de armas e munições fornecidas pelo exército

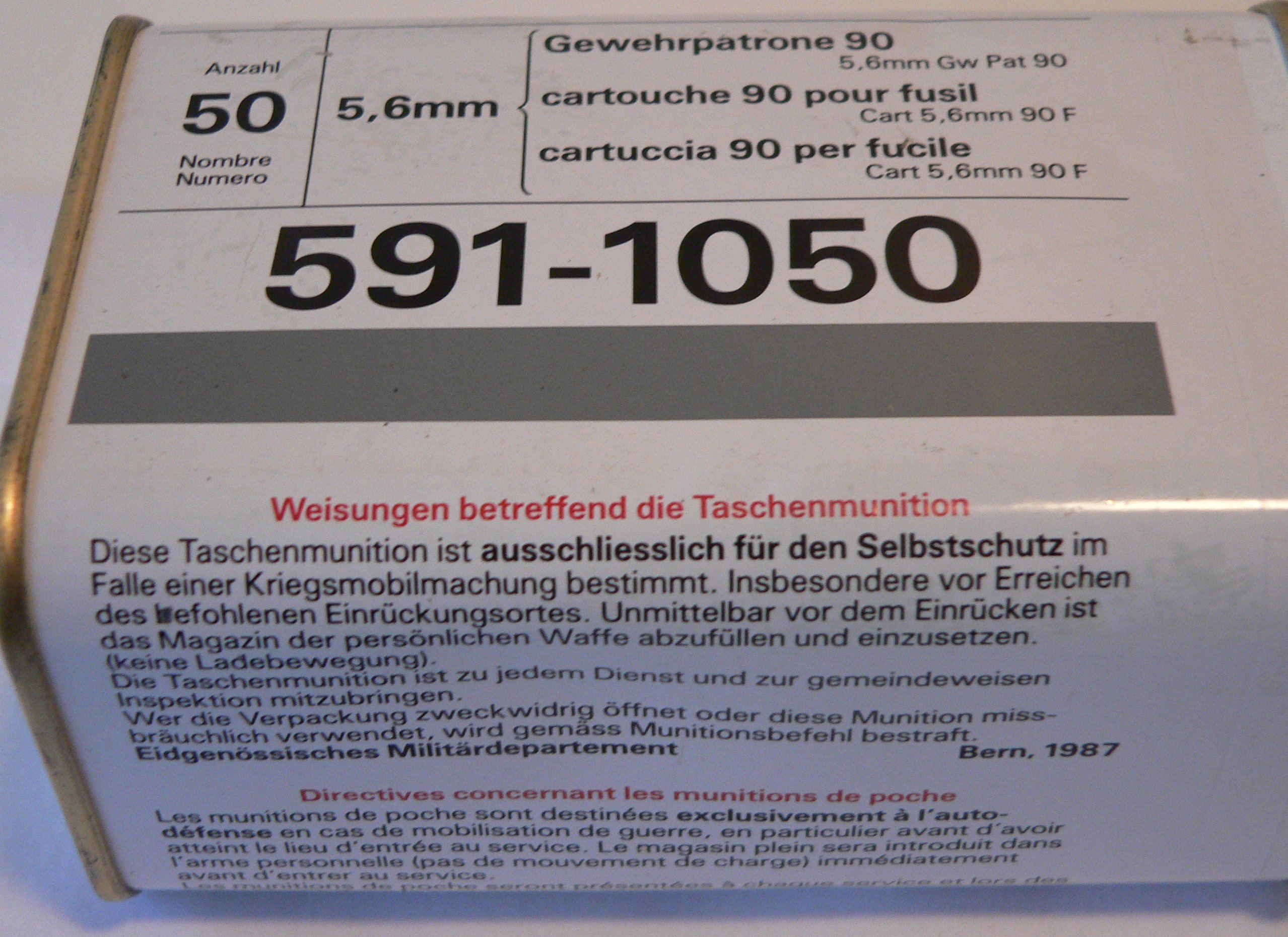
Munição de prontidão do Exército Suíço. Soldados equipados com o fuzil de assalto Sig 550 costumavam receber 50 cartuchos de munição em uma lata lacrada, para ser aberta somente em alerta e para uso enquanto estavam a caminho de se juntar à sua unidade. Essa prática foi interrompida em 2007.

O Exército Suíço é há muito tempo uma milícia treinada e estruturada para responder rapidamente contra agressões estrangeiras. Os homens suíços crescem esperando passar por treinamento militar básico, geralmente aos 20 anos na escola de recrutas, o campo de treinamento básico, após o qual os homens suíços permanecem como parte da "milícia" na capacidade de reserva, geralmente até os 30 anos (34 anos para oficiais).
Antes de 2007, os membros da Milícia Suíça recebiam 50 cartuchos de munição para suas armas militares em uma caixa de munição selada que era auditada pelo exército durante os cursos de repetição (munição de bolso). Isso era para que, em caso de emergência, a milícia pudesse responder rapidamente.
Em dezembro de 2007, o Conselho Federal Suíço decidiu que a distribuição de munição para soldados seria interrompida e que a munição emitida anteriormente seria devolvida. Em março de 2011, mais de 99% da munição foi recebida. Apenas 2.000 membros especialistas da milícia (que protegem aeroportos e outros locais de particular sensibilidade) têm permissão para manter sua munição emitida pelos militares em casa. O restante da milícia obtém sua munição de seu arsenal militar em caso de emergência.
Quando seu período de serviço termina, os milicianos têm a opção de comprar seu Stgw 90 pessoal após ele ter sido convertido para semiautomático e manter outros itens selecionados de seu equipamento. No entanto, manter as armas de fogo após o fim do serviço requer uma permissão de aquisição de armas e, no caso do rifle, ter participado de quatro exercícios federais (tiros de repetição (obligatorische Programm) e Feldschiessen) nos últimos três anos de serviço (art. 29 e 30 VPAA/OEPM).
O governo patrocina treinamento com rifles e tiro em competições para adolescentes interessados, homens e mulheres (veja #Gun_culture_in_Switzerland). A venda de munição emitida pelos militares, incluindo cartuchos Gw Pat.90 para fuzis de assalto emitidos pelo exército, é subsidiada pelo governo suíço e disponibilizada em muitos campos de tiro licenciados pelo Conselho Federal. Que a munição vendida em estandes para menores deve ser imediatamente usada lá sob supervisão (art. 16 WG/LArm).
O Exército Suíço mantém uma adesão rigorosa aos altos padrões de conduta militar legal. Em 2005, por exemplo, quando os suíços processaram recrutas que haviam reencenado as cenas de tortura de  Abu Ghraib, uma das acusações foi o uso impróprio de armas de serviço.

## Cultura de armas na Suíça

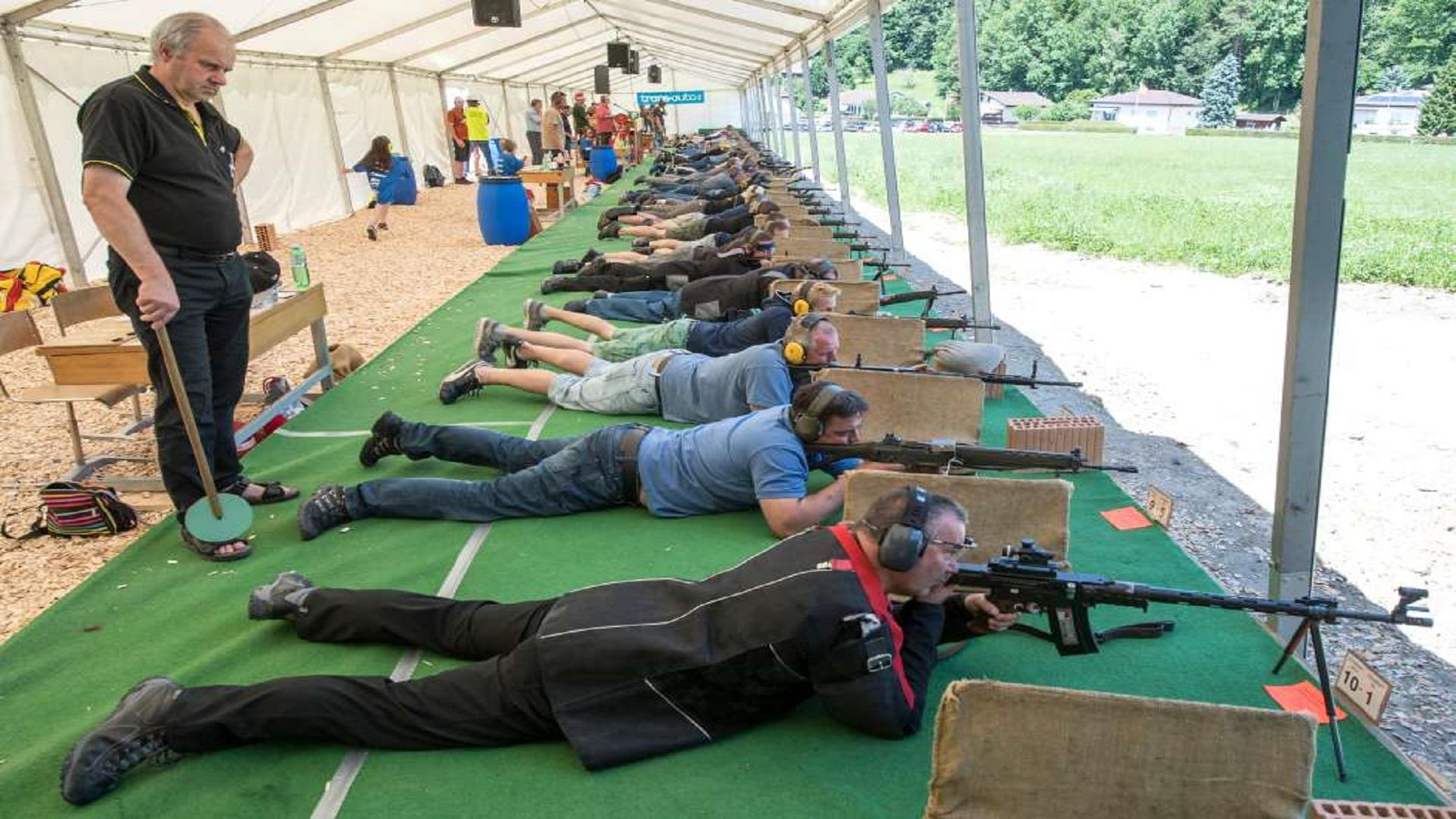
Alterwil Feldschiessen 2022.

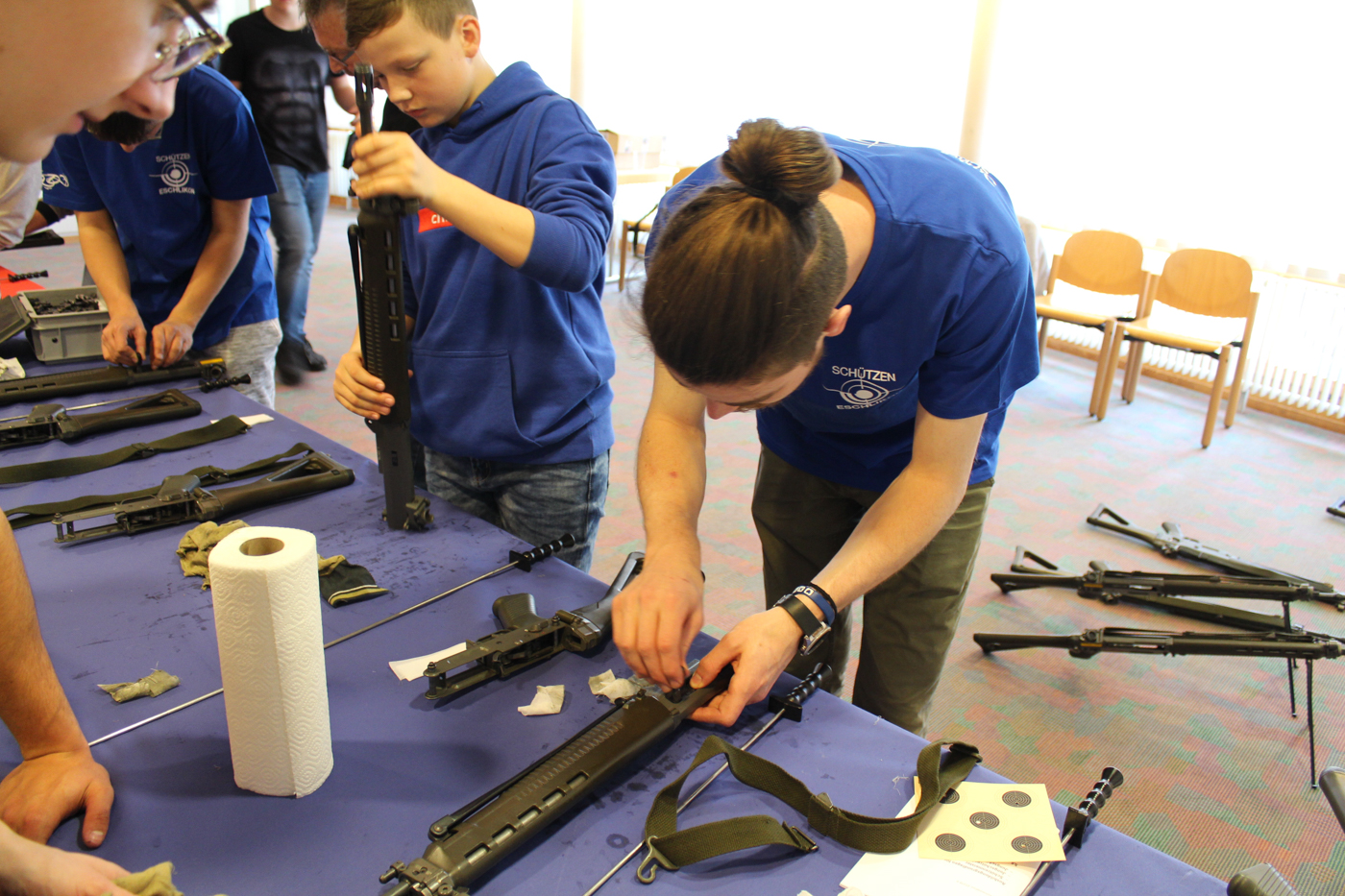
Jungschützen aprendendo a limpar seu fuzil.

A Suíça tem uma forte cultura de armas em comparação com outros países do mundo. O tiro recreativo é difundido na Suíça. A prática com armas é uma forma popular de recreação e é incentivada pelo governo, especialmente para os membros da milícia.
Além disso, a "Schweizer Schiesssportverband [de]", a associação suíça de tiro, organiza o Eidgenössische [en] Schützenfest, a cada cinco anos, e o Eidgenössisches Feldschiessen [de] é realizado anualmente. Todas as pessoas com cidadania suíça, com 10 anos ou mais, podem participar de qualquer campo de tiro federal e poderão atirar gratuitamente com o rifle de ordenança. Antes da virada do século, cerca de 200.000 pessoas costumavam comparecer ao Eidgenössisches Feldschiessen anual, que é a maior competição de tiro com rifle do mundo. Em 2012, eles contaram com 130.000 participantes. Para a Eidg. Schützenfest de 2015, 37.000 atiradores foram registrados. Além disso, há vários estandes de tiro privados que alugam armas e grupos como o ProTell fazem lobby pela preservação dos direitos de armas da Suíça.
Outra possibilidade para as crianças atirarem são os Jovens Atiradores: o SAT (lit. tiro e atividades fora do serviço) financia aulas nas quais as crianças suíças podem aprender a atirar usando o SIG SG 550 a partir dos 15 anos para o curso regular, mas a partir dos 10 anos. Esta atividade é gratuita e os Jovens Atiradores podem levar o rifle para casa entre as aulas se tiverem 17 anos. Por razões de segurança, no entanto, o grupo portador do ferrolho tem que permanecer no estande em que participa da aula. Este curso ocorre ao longo de 6 anos dentro de um período de 3 a 4 meses a cada ano e, se desejado, eles podem se tornar instrutores para a nova geração de Jovens Atiradores.
Embora menores não possam adquirir armas de fogo, eles podem ter armas emprestadas por seu clube de tiro ou seu representante legal. A arma de fogo é então registrada em seu nome durante o empréstimo e eles podem então transportá-la e usá-la sozinhos.
Em 2016, a Swiss Olympic conduziu um estudo sobre clubes e membros na Suíça: a Federação Suíça de Tiro Esportivo está classificada em segundo lugar em termos de clubes (2.943) e quinto em termos de membros (131.325). No entanto, o estudo conduzido em 2020 mostrou que a Federação Suíça de Tiro Esportivo foi classificada para a nona posição em termos de membros, apesar de um aumento de licenciados (135.997), mas ainda permanece na segunda posição em termos de clubes (2.569), apesar de uma perda de cerca de 400. Os afiliados à Federação são atiradores que precisam de uma licença para competir, aqueles que não precisam de uma provavelmente não serão membros, pois ela não é necessária.
Existem cerca de 30.000 caçadores licenciados na Suíça, um número que se mantém consistente desde o ano 2000. O único cantão que proibiu a caça é Genebra, tendo-o feito em 1974 após o lançamento de uma iniciativa popular que foi aceite por 70% dos eleitores. Desde então, Genebra emprega entre 10 e 15 guardas-caça para controlar a sua população de caça.

## Proibição de armas de fogo na UE
A legislação suíça tradicionalmente liberal sobre armas, no entanto, ficou um pouco mais rigorosa em 2008, quando a Suíça cumpriu a Diretiva Europeia de Armas de Fogo para entrar em Schengen. Ao longo da história política moderna da Suíça, houve defensores de um controle de armas mais rigoroso.
A sugestão mais recente para um controle de armas mais rigoroso foi rejeitada em um referendo popular em fevereiro de 2011.
Uma emenda de 2017 à Diretiva Europeia de Armas de Fogo, conhecida como "Proibição de Armas da UE" (EU Gun Ban), introduz novas restrições à posse e aquisição de armas de fogo, especialmente em armas de fogo semiautomáticas, armas de defesa pessoal, capacidade de carregador, armas de tiro de festim e armas de fogo históricas. As restrições deviam ser introduzidas no sistema jurídico suíço até agosto de 2018 devido à sua filiação ao Espaço Schengen.
A Diretiva também inclui uma isenção que abrange uma questão suíça específica – permite a posse por um atirador de uma arma de fogo usada durante o período militar obrigatório após deixar o exército, desde que tenha sido convertida apenas para semiautomática (art. 6(6) da Diretiva de Emenda). Esta parte da Diretiva foi, no entanto, contestada especificamente pela República Tcheca perante o Tribunal de Justiça Europeu devido à sua natureza discriminatória. A República Tcheca busca a anulação da "isenção suíça", bem como de outras partes da Diretiva.
Organizações de direitos civis planejaram realizar um referendo para rejeitar a diretiva da UE alterada. De acordo com o vice-presidente do Partido Popular Suíço, Christoph Blocher, a Suíça deve considerar abandonar a Área Schengen sem fronteiras da UE se o povo suíço rejeitar as medidas propostas em um referendo.
Em um referendo realizado em 19 de maio de 2019, os eleitores apoiaram as restrições mais rígidas da UE sobre armas semiautomáticas, conforme recomendado pelo governo.

## Mortes relacionadas a armas de fogo
A grande maioria das mortes relacionadas a armas de fogo na Suíça são suicídios. O método suicida de atirar em si mesmo com uma arma de fogo foi responsável por 21,5% dos suicídios na Suíça no período de 2001–2012 (com desequilíbrio de gênero significativo: 29,7% dos suicídios masculinos vs. 3,0% dos suicídios femininos).
Por outro lado, o crime com armas de fogo é comparativamente limitado. Em 2016, houve 187 tentativas e 45 homicídios consumados, para uma taxa de homicídios de 0,5 por 100.000 habitantes, dando à Suíça uma das menores taxas de homicídios do mundo. Dos homicídios registrados (tentados ou consumados), 20,3% foram cometidos com arma de fogo (47 casos, em comparação com uma média de 41 casos no período de 2009–2015). Além disso, houve 7 casos de danos corporais e 233 casos de roubo cometidos com armas de fogo.
Houve 16 homicídios consumados com arma de fogo em 2016. Destes, 14 foram cometidos com arma curta, um com arma longa e um caso marcado como "outro/não especificado". Nenhuma das armas envolvidas eram armas de ordenança emitidas pelas Forças Armadas Suíças. Da mesma forma, de 31 tentativas de homicídio com armas de fogo, 25 foram cometidas com armas curtas, duas com armas longas e quatro "outras/não especificadas", sem uso de armas de ordenança registrado. Para o período de 2009-2016, em média 16,5 de 49,4 homicídios consumados foram cometidos com arma de fogo, 13,8 com armas curtas, 1,9 com armas longas e 0,9 "outros/não especificados"; uma média de 0,75 casos por ano (6 casos em oito anos) envolviam armas de fogo.